# Ips amitinus
Ips amitinus es una especie de escarabajo del género Ips, tribu Ipini, familia Curculionidae. Fue descrita científicamente por Wood y Bright en 1992.
Se mantiene activa durante todos los meses del año excepto en febrero.

## Descripción
Mide 3,5-4,8 milímetros de longitud.

## Distribución
Se distribuye por Estonia, Suiza, Polonia, Finlandia, Austria, Bélgica, Alemania, Italia, Francia, Suecia, Chequia, Croacia, México y Eslovaquia.